# Xyris anisophylla
Xyris anisophylla är en gräsväxtart som beskrevs av Friedrich Welwitsch och Alfred Barton Rendle. Xyris anisophylla ingår i släktet Xyris och familjen Xyridaceae. Inga underarter finns listade i Catalogue of Life.